# رغافه (یمن)
 رغافه  به عربی ( الرُغافة ) دهستان بزرگی از توابع استان صَعده در کشور یمن و در شبه جزیره عربستان واقع می‌باشد. 

## جمعیت
جمعیت روستای  رغافه  در حدود ۱۰۹۳ نفر می‌باشد، شغل عُمدهٔ مردم روستا کشاورزی و دامداری است.